# Vidnava
Vidnava (deutsch Weidenau) ist eine Stadt im Okres Jeseník (Bezirk Freiwaldau) im Olomoucký kraj in Tschechien.

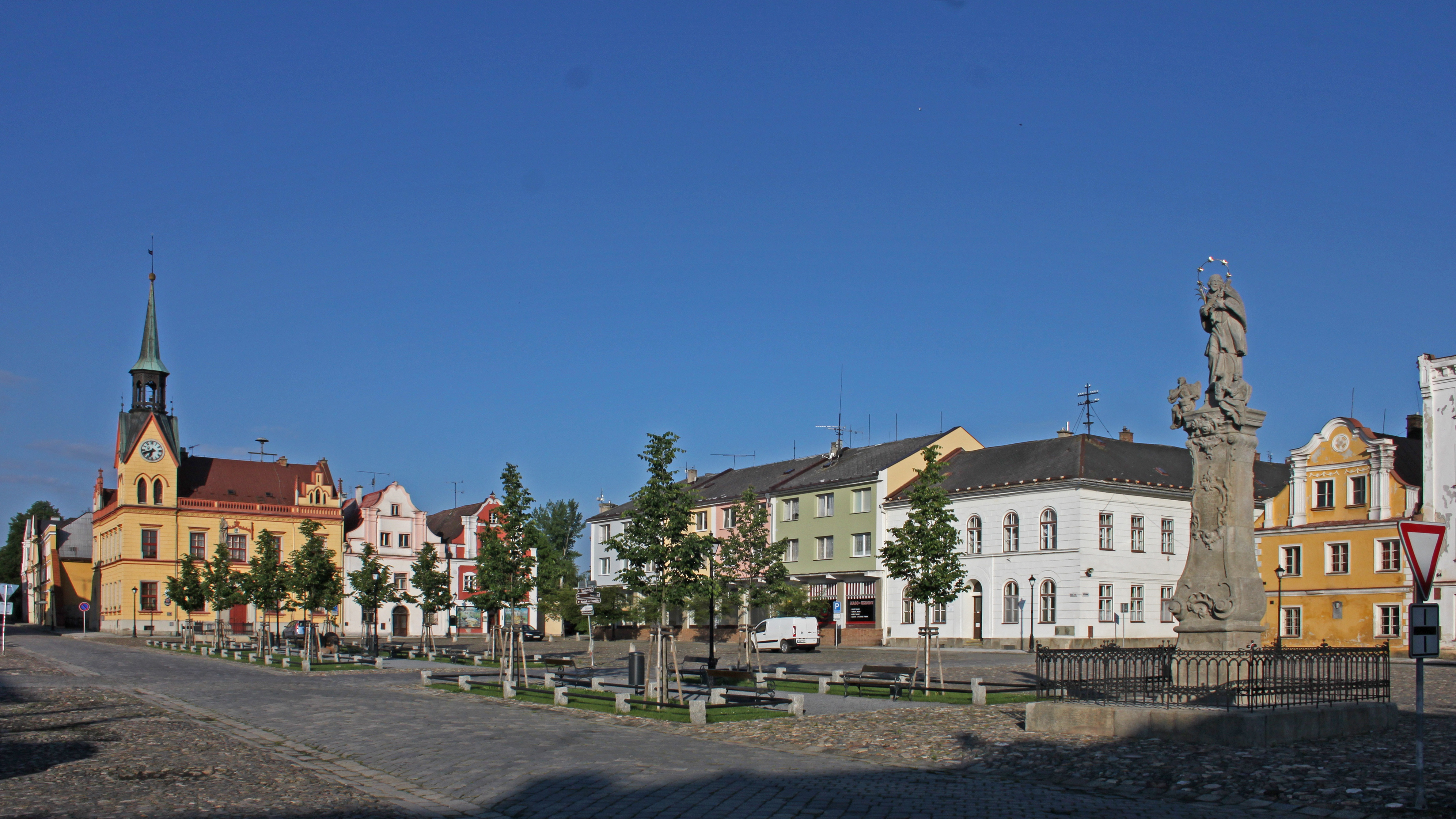
Ring

## Geographische Lage
Die Stadt liegt in den Sudeten am Weidenauer Wasser im Vorland des Altvatergebirges an der polnischen Grenze, etwa 16 Kilometer nördlich von Jeseník und 87 Kilometer nördlich von Olmütz.

## Geschichte

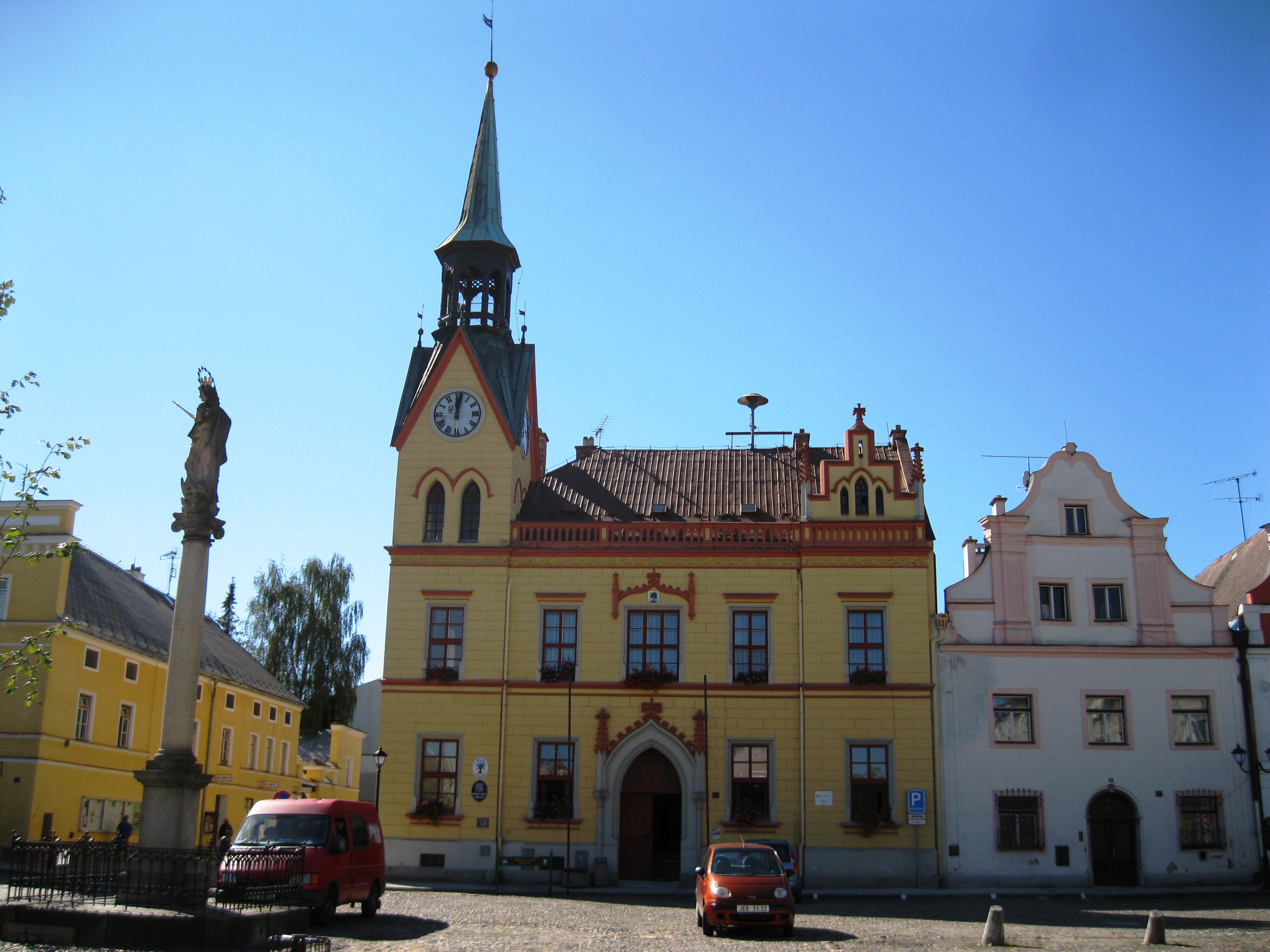
Rathaus und Rathausplatz

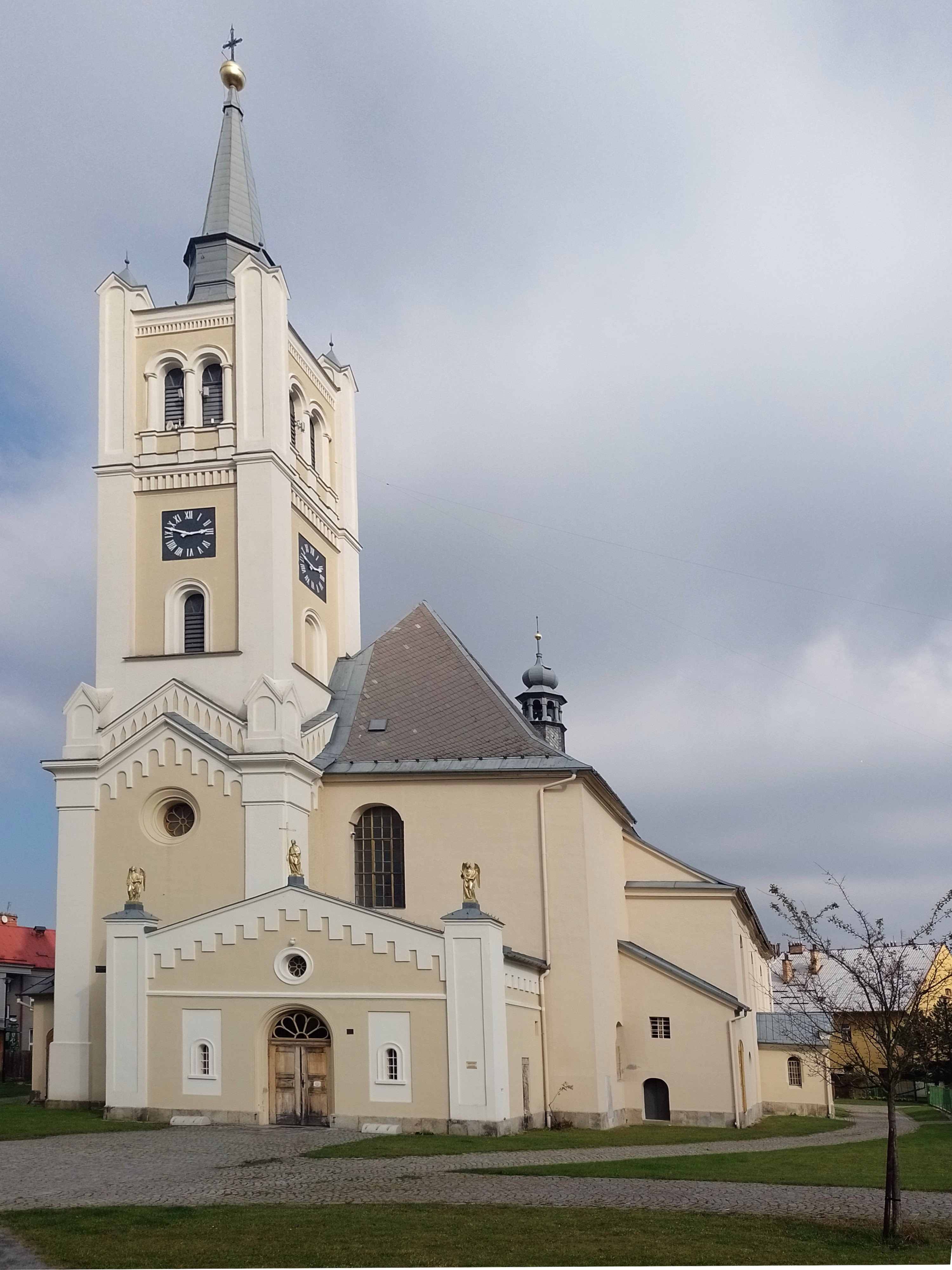
Die Kirche St. Katharina im Stadtzentrum

Weidenau wurde vermutlich 1264 auf den Fluren des zur Kastellanei Ottmachau gehörigen Dorfes Krosse durch den Lokator Rüdiger Heldore gegründet und gehörte ab 1290 zum Neisser Bistumsland. Die erste schriftliche Erwähnung stammt aus dem Jahre 1291. 1428 erhielt der Ort Stadtrecht; im gleichen Jahr wurde er von den Hussiten niedergebrannt. Der Stadtbrand von 1574 zerstörte die Stadt fast vollständig. Im Dreißigjährigen Krieg fielen die Schweden 1633 ein, und es folgte eine Dezimierung der Bevölkerung durch Seuchen.
Einen wesentlichen Einschnitt in die Stadtentwicklung brachte die durch den Ersten Schlesischen Krieg im Breslauer Frieden 1742 ausgehandelte Grenzziehung zwischen Preußen und Österreich nördlich und östlich der Stadt. Dabei wurde die anliegende Ortschaft Schubertskrosse preußisch. In Weidenau wurde ein Landesältestenamt für das Fürstentum Neisse österreichischen Anteils geschaffen.
Ein neues Schulhaus für Mädchen und Knaben wurde 1830 fertiggestellt. 1897 erhielt die Stadt mit der Lokalbahnstrecke Haugsdorf–Weidenau einen Bahnanschluss; deren Strecke wurde ab 1912 durch die Neisser Kreisbahn AG bis Neisse fortgeführt wurde. Bereits 1899 hatte der Breslauer Bischof Georg von Kopp das Priesterseminar Weidenau gegründet.
Nach dem Ersten Weltkrieg 1918 gehörte Weidenau zur neu gegründeten Tschechoslowakei. Im Jahre 1924 wurden Weidenau Vogtei, Neu Kleinkrosse und Stachlowitz, die bis dahin zu Alt Rothwasser gehört hatten, eingemeindet. Die Stadt Weidenau hatte im Jahr 1939 2158 Einwohner. Bis 1945 befand sich in Weidenau ein Priesterseminar des Erzbistums Breslau mit philosophisch-theologischer Hochschule.
Nach dem Zweiten Weltkrieg wurde die Mehrheit der sudetendeutschen Bevölkerung vertrieben. Der Bahnverkehr über die nunmehr polnische Grenze wurde nicht wieder aufgenommen.
Im Jahre 1948 erfolgte die Konfiszierung des Besitzes der Domänengüter des Erzbistums Breslau, deren Direktion Freiwaldau (Jeseník) genau 200 Jahre auf Schloss Johannesberg in der Nachbarstadt Jauernig ihren Sitz hatte. In diesem Zusammenhang erfolgte auch die Umbenennung der Stadt.
Im Rahmen von Grenzbereinigungen mit Polen wurde im Jahre 1959 der Ort Krasov (Schubertskrosse) an die Tschechoslowakei übergeben und später nach Vidnava eingemeindet. 1961 erfolgte die Umgemeindung von Fojtova Kraš und von 1976 bis 1990 war auch Velká Kraš eingemeindet.

## Demographie
| Jahr | Einwohner | Anmerkungen                                                                                     |
| ---- | --------- | ----------------------------------------------------------------------------------------------- |
| 1834 | 1.802     | deutsche, meist katholische Einwohner, darunter 51 Juden und sechs Evangelische                 |
| 1900 | 1.881     | deutsche Einwohner                                                                              |
| 1910 | 1.945     | davon 1.927 Katholiken, elf Evangelische und sechs Israeliten (15 Tschechen/Slowaken, 18 Polen) |
| 1930 | 2.186     | [ 8 ]                                                                                           |
| 1939 | 2.158     | [ 8 ]                                                                                           |

## Gemeindegliederung
Für die Stadt sind keine Ortsteile ausgewiesen. Grundsiedlungseinheiten sind Štachlovice (Stachlowitz) und Vidnava (Weidenau). Zu Vidnava gehören außerdem die Ansiedlungen Krasov (Schubertskrosse), Nová Malá Kraš (Neu Kleinkrosse) und Vidnavské Fojtství (Weidenau Vogtei).

## Persönlichkeiten

### Söhne und Töchter der Stadt
- Gregor Ehrlich (1831–1912), Abt des Stiftes St. Paul im Lavanttal
- Adolf Lorenz (1854–1946), Orthopäde, Vater von Konrad Lorenz
- Alois Bauch (1867–1938), Kirchenmaler
- Friedrich Karl Max Vierhapper (1876–1932), Botaniker
- Rudolf Saliger (1882–1954), Politiker
- Josef Ehrlich (1885–1955), katholischer Theologe und Professor
- Friedrich Gesierich (1893–1952), Maler
- Gotthard Franke (1912–1975), hessischer Wirtschaftsminister
- Irmtraut Obiditsch-Mayer (1913–1995), österreichische Anatomin
- Rudolf Karwetzky (1923–1999), Zahnmediziner und Kieferorthopäde
- Rudolf Grimme (1929–2004), Ingenieur und Hochschullehrer, Ehrenbürger von Vidnava
- Rudolf Kluger (1935–1984), Politiker
- Anton Otte (1939–2021), Monsignore,  Ehrenbürger von Vidnava

### Persönlichkeiten, die vor Ort gewirkt haben
- Richard Werner (1875–1945), Universitätsprofessor, besuchte das Gymnasium Weidenau
- Hubert Preibsch (1892–1959), Politiker, besuchte die Volksschule in Weidenau
- Erich Kleineidam (1905–2005), katholischer Theologe, Professor in Weidenau
- Milo Barus (1906–1977) – Kraftsportler, Kraftakrobat und stärkster Mann der Welt, in Weidenau aufgewachsen

## Partnerstädte
- Neuburg an der Donau, Deutschland